# الصفاء (بني حشيش)

تعديل مصدري - تعديل

الصفاء هي إحدى قرى عزلة عضران بمديرية بني حشيش التابعة لمحافظة صنعاء، بلغ تعداد سكانها 661 نسمة حسب تعداد اليمن لعام 2004.